# Dead at 17
Dead at 17 è un film televisivo del 2008, diretto da Douglas Jackson.

## Trama
Il diciassettenne Cody e suo fratello Gabe organizzano una festa con gli amici Ty e Jason. Una ballerina di lap dance assunta per l'occasione cade accidentalmente dalle scale e muore ed i quattro ragazzi decidono di far sparire il suo corpo. Quando Jason, vinto dal rimorso, è sul punto di confessare tutto alla polizia, Cody lo uccide inscenando un suicidio. Ma la madre del ragazzo non crede al suicidio del figlio e si mette ad indagare.

## Distribuzione
In Italia il film è uscito direttamente in DVD il 1 giugno 2010.